# Os (Hordaland)
Os és un antic municipi situat al comtat de Hordaland, Noruega. Té 19.742 habitants (2016) i la seva superfície és de 139,56 km². El centre administratiu del municipi és el poble d'Osøyro.